# Agora des Arts
 (décembre 2022).
Si vous disposez d'ouvrages ou d'articles de référence ou si vous connaissez des sites web de qualité traitant du thème abordé ici, merci de compléter l'article en donnant les références utiles à sa vérifiabilité et en les liant à la section « Notes et références ».
Résidence
L’Orchestre symphonique régional en Abitibi-Témiscamingue
Le Festival des Guitares du Monde en Abitibi-Témiscamingue
L’Agora des Arts est une salle de spectacle située dans le quartier du Vieux Noranda à Rouyn-Noranda en Abitibi-Témiscamingue, au Québec.

## Histoire

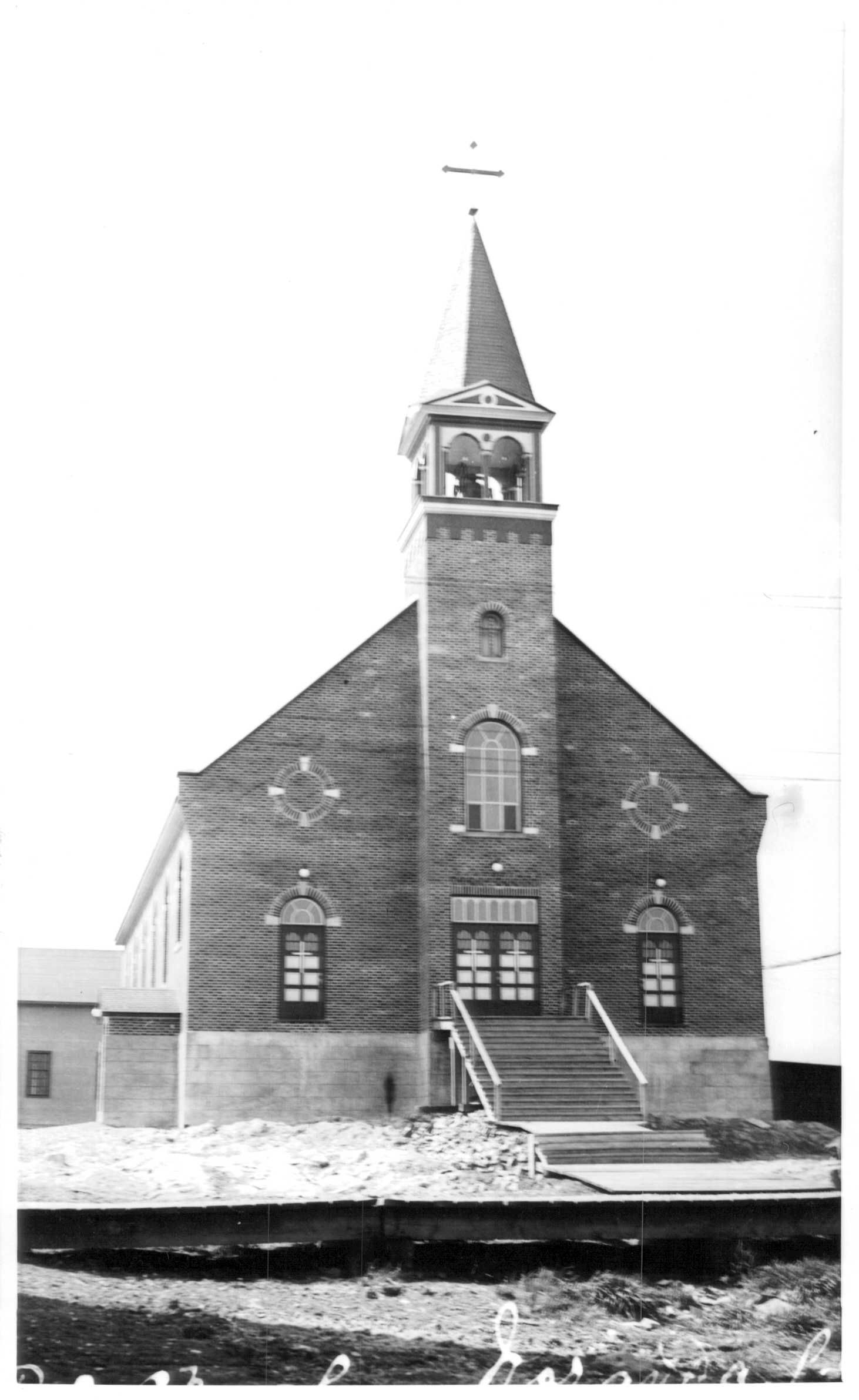
L'église entre 1932 et 1935

L’église Notre-Dame-de-Protection a été construite en 1931. Elle fut la toute première église catholique à Rouyn-Noranda. Elle a accueilli le curé Jean-Marie Pelchat. C’est 77 ans après son ouverture, en 2008, que l’église est achetée pour un montant de 165 000$ et devient l’Agora des Arts, fondée par Jean-Charles Coutu,. Depuis, l'Agora des Arts a accueilli plusieurs performances qui passe de programmation jeunesse à recevoir des artistes pour le FME.

## Rénovations
Dès l’achat, la planification visant à transformer l’église en théâtre commence. Ces rénovations sont inévitables car le bâtiment ne respecte pas les normes en vigueur. Les premières esquisses sont produites l’année suivant l’achat. Les rénovations ont été reportées à quelques reprises pour plusieurs raisons. L’une d’entre elles est la Covid-19. Des sommes assez importantes se sont ajoutées pour le respect des mesures sanitaires. Pour cette raison, les estimations récentes dépassent de plus de 50% les prévisions qui étaient couvertes par le budget. Les rénovations ont réellement débuté le 2 août 2021 et leur achèvement est prévu pour juillet 2022.

## Spectacles marquants
Plusieurs productions ont eu lieu à l'intérieur avant de devoir déménager temporairement à cause des rénovations en cours.
2017:
- Ik Onkar - Théâtre de la Catapulte
- Les Puces de Stradivarius - Les Jeunesses musicales du Canada
- Pour réussir un poulet - Théâtre de La Manufacture
- OGO - Théâtre des Petites Âmes
- Les Haut-Parleurs - Théâtre Bluff
- Edgar Paillettes - L’Arrière-Scène et La Manivelle Théâtre

2018:
- Mon Petit Prince - Théâtre de la Petite Marée et Théâtre du Gros Mécano
- La Femme qui fuit - Présentation du Festival international de la littérature
- Des arbres - Théâtre de la Manufacture
- Rythmo-synchro - Les Jeunesses Musicales du Canada, Projet Couch
- Le garçon au visage disparu - Théâtre Le Clou

2019:
- La bibliothèque-interdite - Sibyllines
- Un monde pour noël - Jeunesses Musicales du Canada et l’Ensemble ALKEMIA
- L’incroyable légèreté de Luc L. - Théâtre Sortie de Secours et théâtre l’Escaouette
- Je suis William - Théâtre Le Clou
- Tommelise, L’Illusion – Théâtre de marionnettes
- Mokatek et l’étoile disparue
- Le cœur en quatre - En collaboration avec le Festival des Guitares du Monde en Abitibi-Témiscamingue

2020:
- Avant l'archipel - Une coproduction de l'Irréductible petit peuple, du Théâtre la Catapulte et du Théâtre français de Toronto
- Quichotte - Ombres folles
- Antioche- Théâtre Bluff
- Hôpital des poupées - Nuages en pantalon, compagnie de création
- Opéra-bonbon, l'aventure gourmande d’Hansel et Gretel - Jeunesses Musicales Canada